# Shane O'Neill (3e baron O'Neill)
Pour les articles homonymes, voir Shane O'Neill (homonymie) et O'Neill.
Shane Edward Robert O'Neill, 3e baron O'Neill, né le 6 février 1907 et mort à la guerre le 24 octobre 1944, est un militaire et noble britannique.

## Biographie
Il est le troisième des cinq enfants, et l'aîné des trois fils, d'Arthur O'Neill, militaire de carrière et député du Parti unioniste irlandais à la Chambre des communes du Parlement britannique de 1910 jusqu'à sa mort à la Première Guerre mondiale en 1914. Shane O'Neill est éduqué au collège d'Eton puis suit une formation militaire à l'Académie royale militaire de Sandhurst. Il intègre le 8e régiment de hussards irlandais et y obtient le grade de lieutenant.

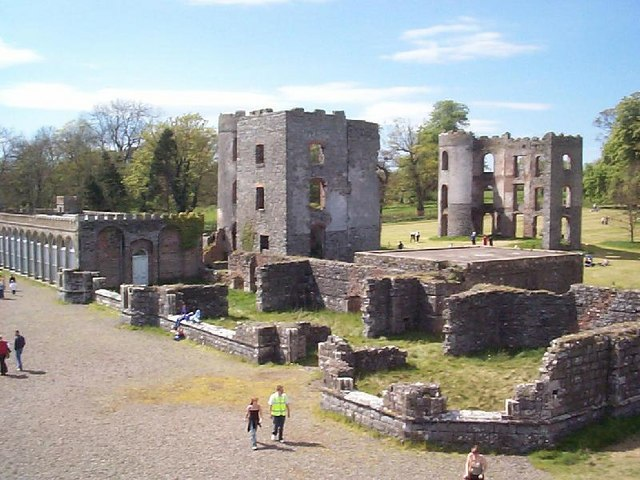
Les ruines du château de Shane dans le comté d'Antrim en Irlande du Nord.

En novembre 1928, à la mort de son grand-père paternel Edward O'Neill, 2e baron O'Neill du château de Shane (en), Shane O'Neill devient le 3e baron O'Neill. Ce titre de la pairie du Royaume-Uni date de 1868, créé pour le révérend William O'Neill. Cet héritage lui donne droit à un siège à la Chambre des lords. Il se marie en 1932, et a deux enfants,.
Il participe à la Seconde Guerre mondiale, obtenant le grade de lieutenant-colonel dans le régiment de yeomanry North Irish Horse (en). Son frère Brian O'Neill, capitaine dans le régiment des Irish Guards, est tué à la guerre en Norvège en mai 1940. Shane O'Neill est tué au combat en octobre 1944 durant la campagne d'Italie. Son fils Raymond, âgé de 11 ans, devient le 4e baron O'Neill,.
Shane O'Neill est l'un des cinquante-six parlementaires britanniques morts à la Seconde Guerre mondiale et commémorés par un vitrail au palais de Westminster.